# Hagye-dong
Hagye-dong (koreanska: 하계동) är en stadsdel i stadsdistriktet Nowon-gu i Sydkoreas huvudstad Seoul.

## Indelning
Administrativt är Hagye-dong indelat i:
| Namn    | Namn             | Yta km² | Invånare 31 dec 2020 |
| ------- | ---------------- | ------- | -------------------- |
| 하계1동 | Hagye 1(il)-dong | 1,55    | 27 695               |
| 하계2동 | Hagye 2(i)-dong  | 0,51    | 22 723               |